# 2024年3月

## 3月1日
- 亞歷山大·斯圖布宣誓就任芬蘭總統。[1]
- 伊朗舉行2024年伊朗議會選舉和2024年伊朗專家會議選舉（英语：2024 Iranian Assembly of Experts election）。[2]
- 中华人民共和国广东省珠海市横琴粤澳深度合作区自零时起正式封关运作。[3]

## 3月2日
- 也门方面表示，被胡塞武装反舰导弹击中的废弃运油船“鲁比马尔号”已经沉没。[4]

## 3月3日
- 夏巴茲·謝里夫再次被巴基斯坦國會選為巴基斯坦總理。[5]
- 薩爾瓦多舉行地方首長選舉與中美洲議會議員選舉。[6]
- 由共同民主黨等韓國在野黨共同組建的比例代表制用衛星政黨「共同民主聯合」成立。[7]
- 由韓國前法務部長曹國擔任黨首的「祖國革新黨」成立。[8]
- 瑞士舉行2024年瑞士公投（英语：2024_Swiss_referendums），民眾同意發放的退休金增加1個月的金額，但反對延遲退休年齡。[9][10]
- 巴基斯坦多地暴雨成災，至少36人死亡。[11]

## 3月4日
- 法國國會投票通過修憲案，將把墮胎權寫入法國憲法。[12]
- 中国全国人大新闻发言人娄勤俭宣布第十四届全国人民代表大会第二次会议结束后不再举行国务院总理记者会，十四届全国人大之后几次会议也不会举行，除非有特殊情况。[13]

- 美國最高法院推翻科羅拉多州最高法院決定，裁決唐納·川普可以在該州被登記為總統候選人。[14]

## 3月5日
- 中华人民共和国第十四届全国人民代表大会第二次会议开幕[13]。
- 匈牙利總統舒尤克·道馬什簽署命令，同意瑞典加入北約。[15]
- 秘魯總理阿爾韋托·奧塔洛拉（英语：Alberto Otárola）宣佈辭職。[16]
- 保加利亞總理尼古拉·鄧科夫宣布辭職。[17]
- 若开军控制了若开邦首府实兑附近的邦纳均。[18]
- 設計出橫須賀美術館和天津图书馆文化中心館等作品的日本建築師山本理顯榮獲。[19]

## 3月6日
- 在「超級星期二」大敗的妮基·黑莉宣佈退出2024年美國總統大選共和黨內初選，前總統唐納·川普成為該黨唯一主要候選人。[20]
- 保加利亞議會全票批准總理尼古拉·鄧科夫辭職。[17]
- 秘魯國會投票通過改制法案，現在的一院制國會將於2026年改為兩院制。[21]
- 秘魯總統迪娜·博魯阿爾特任命古斯塔沃·阿德里安森（西班牙语：Gustavo Adrianzén）為秘魯總理。[22]
- 塞內加爾總統馬基·薩勒宣佈2024年塞內加爾總統選舉定於3月24日舉行，並任命內政部長西迪基·卡巴（英语：Sidiki Kaba）接替預計參選總統的阿馬杜·巴（英语：Amadou Ba）擔任塞內加爾總理。[23][24]
- 尼泊爾總理普拉昌達舉行內閣改組，更換16名閣員。[25]

## 3月7日
- 由於緬甸軍政府實行兵役法強迫民眾參軍，使得其民望下降並且部分當地人加入民地武。於當日克欽獨立軍宣佈聯合緬甸人民保衛軍、若開軍發動代號為“0307行動（英语：Operation 0307）”的軍事衝突[26]。
- 瑞典正式加入北大西洋公约组织，成为第32个成员国[27]。

## 3月8日
- 香港特別行政區第六屆政府將執行基本法第二十三條立法的《維護國家安全條例草案》刊登政府憲報並提交立法會審議[28][29]。
- 土耳其總統埃爾多安聲稱3月31日的2024年土耳其地方選舉為其任期內的最後一次選舉，間接表示不參加2028年的總統選舉。[30]
- 邁克爾·沃特利被選為美國共和黨全國委員會主席，拉拉·川普為聯合主席。[31]
- 愛爾蘭舉行2024年3月愛爾蘭全民公投（英语：March_2024_Irish_constitutional_referendums），加入「將以結婚以外的手段建立的長期關係視為家庭」的條文和刪除關於「女性在家庭中的角色和義務」的條文的提議均遭否決。[32]

## 3月9日
- 巴基斯坦前總統阿西夫·阿里·扎爾達里再次當選巴基斯坦總統。[33]

## 3月10日
- 葡萄牙舉行2024年葡萄牙立法選舉，230席中執政黨社會黨僅獲77席。[34]
- 傳記驚悚電影《奧本海默》橫掃第96屆奧斯卡金像獎的最佳影片、最佳導演、最佳男主角、最佳原創配樂等7項大獎[35]。
- 中华人民共和国河北省邯郸市肥乡区发生一起由三名未成年人共同犯罪实施的杀人案件，死者系三人初中同学，同样为未成年人。事件在中国大陆各社交媒体平台引发广泛讨论[36]。

## 3月11日
- 海地總理阿里埃爾·亨利宣佈辭職，以推動國內衝突解決。[37]
- LATAM航空一架客機在從悉尼飛往奧克蘭途中急速下降，造成50人受傷。[38]

## 3月12日
- 2024年美國總統選舉主要兩黨候選人均已確保多數選舉人，表示喬·拜登與唐納·川普將在4年後進行第二次對決。[39]
- 由於阿根廷當局將一架與伊朗有關的委內瑞拉貨機轉交予美國方面，委內瑞拉總統馬杜羅宣佈委內瑞拉對阿根廷關閉領空，阿根廷方面也表示會對委內瑞拉採取外交措施。[40]

## 3月13日
- 由日本太空新創公司SPACE ONE研製的小型火箭KAIROS一號機在和歌山縣串本町紀伊發射場（日语：スペースポート紀伊）發射失敗。[41]
- 中华人民共和国河北省廊坊市三河市燕郊镇发生燃气爆炸事故，造成7死27伤。[42]
- 美国国会众议院以压倒性同意票通过《保护美国人免受外国对手控制应用程序侵害法（英语：Protecting Americans from Foreign Adversary Controlled Applications Act）》，后续交由参议院表决。若法案最终获得通过，TikTok需要在六个月内从母公司字节跳动脱离，否则会在美国全面被禁。[43]

## 3月14日
- 克羅地亞議會經投票解散，2024年克羅地亞國會議員選舉將於2個月內舉行。[44]
- 巴勒斯坦總統馬哈茂德·阿巴斯任命經濟學家穆罕默德·穆斯塔法擔任巴勒斯坦總理。[45]
- 荷蘭自由黨黨魁海爾特·維爾德斯表示由於「憲法上的錯誤」，他不得不放棄出任荷蘭總理的機會。[46]
- 经过前两次失败尝试，SpaceX成功完成重型运载火箭星舰的第三次发射任务，火箭成功进入预定轨道，但随后与地面失去联络，继而解体。[47]

## 3月15日
- 美國中部的龍捲風在俄亥俄州洛根縣造成3人死亡。[48]

## 3月16日
- 冰島雷恰角半岛再次發生火山噴發。[49]

## 3月17日
- 俄罗斯反对派遵照阿列克谢·纳瓦利内遗愿发起中午反普京活动，呼吁民众投票给其他候选人，或是破坏选票或投票站，向弗拉基米尔·普京表示抗议。[50]

## 3月18日
- 弗拉基米爾·普京以近九成票數贏得2024年俄羅斯總統選舉，第五度當選俄羅斯總統。[51]
- 巴基斯坦轰炸阿富汗致8人死亡，作为回击，阿富汗在边境线上开火。[52]
- 已住院53天的马来西亚前首相马哈迪·莫哈末正式从国家心脏中心出院。[53]

## 3月19日
- 香港立法會全票通過《維護國家安全條例》草案，完成擱置20多年的基本法23條立法程序。[54]
- 日本銀行決定解除「負利率政策」。[55]

## 3月20日
- 越共中央委員會批准涉嫌違反黨規的「四柱」之一武文賞辭去越南國家主席、越共中央政治局委員、越共中央委員職務。[56][57]
- 愛爾蘭總理李歐·瓦拉德卡宣佈辭職，同時辭去愛爾蘭統一黨黨首職務。[58]
- 由於馬克·德雷克福特辭職，威爾斯議會選出沃甘·格興（英语：Vaughan Gething）為威爾斯首席部長，他成為歐洲首位黑人政府首腦。[59]
- 2024年印度尼西亞總統選舉計票結束，普拉博沃·蘇比安托當選。[60]
- 法國數學家米歇尔·塔拉格朗憑著對機率論和泛函分析的開創性貢獻獲得阿贝尔奖。[61]

## 3月21日
- 葡萄牙總統馬塞洛·雷貝洛·德索薩任命社會民主黨黨首路易斯·蒙特內格罗為下任葡萄牙總理。[62]
- 阿爾及利亞總統阿卜杜勒馬吉德·特本宣佈2024年阿爾及利亞總統選舉（英语：2024 Algerian presidential election）於9月7日舉行。[63]
- 印度德里首席部長阿爾文德·可吉利瓦爾涉嫌貪污被捕。[64]

## 3月22日
- 俄罗斯莫斯科州克拉斯诺戈尔斯克市的番红花城市大厅（克罗库斯城音乐厅）发生袭击事件，造成至少40人死亡、100多人受伤[65][66]。
- 德國參議院通過大麻解禁法案。[67]
- 印度尼西亞巴韋安島附近發生里氏6.5級地震。[68]

## 3月23日
- 斯洛伐克舉行2024年斯洛伐克總統選舉（英语：2024 Slovak presidential election），前外長伊萬·科爾喬克（英语：Ivan Korčok）得票居首但未過半。[69]
- 朝鲜废除逾70年历史对韩统战机构“祖国统一民主主义战线”[70]。

## 3月24日
- 巴西鲁·迪奥马耶·法耶在2024年塞內加爾總統選舉中当选塞内加尔总统。[71]
- 西蒙·哈里斯當選愛爾蘭統一黨黨首。[72]

## 3月25日
- 湯加總理肖西·索瓦萊尼在與國王圖普六世面談後辭去兼任的國防部長職務。[73]
- 日本自由民主黨前幹事長二階俊博宣佈不參選下屆眾議院議員。[74]

## 3月26日
- 烏克蘭國家安全與國防事務委員會秘書阿列克西·丹尼洛夫被總統澤倫斯基解除職務，由亞歷山大·瓦列里約維奇·利特維年科繼任。[75]
- 美国马里兰州巴尔的摩港的弗朗西斯·斯科特·基大桥遭巨型货轮达利号（英语：MV Dali）撞击后垮塌，6人失踪，两人获救。[76]
- 卷入真主袜事件风波的马来西亚KK超市创办人兼执行主席蔡志权被控《马来西亚刑法典（英语：Penal Code (Malaysia)）》第298条（蓄意透过言语伤害他人宗教情感），其后获准以1万令吉保释。[77]

## 3月27日
- 馬爾他議會選出前議長麥爾彥·斯皮特里·德波諾（英语：Myriam Spiteri Debono）為新任馬爾他總統。[78]
- 由於阿根廷總統哈維爾·米萊辱罵哥倫比亞總統古斯塔沃·佩特羅為「恐怖份子」「殺人犯」「共產主義者」，哥倫比亞外交部宣布驅逐駐哥倫比亞的阿根廷外交官。[79]
- 由于缅甸内战的持续升温（英语：Operation 0307），已有两发炮弹从克钦邦落入中缅边境的的陇川县。[80]
- 泰國眾議院以400贊成10反對通過婚姻平權法案，若參議院批准兼王室御准，該國將成為東南亞首個同性婚姻合法化的國家。[81]

## 3月28日
- 穆罕默德·穆斯塔法就任巴勒斯坦總理，兼任內閣外交部長。[82]
- 拉脫維亞外交部長克里什亞尼斯·卡林什宣佈辭職，但日期不會早於4月10日。[83]
- 俄羅斯在聯合國安理會一票否決延長聯合國朝鮮制裁委員會專家小組任期。[84]
- 美国纽约南区联邦地区法院裁定加密货币交易所FTX创办人山姆·班克曼-弗里德诈骗罪名成立，判处25年监禁。[85]

## 3月29日
- 保加利亞總統魯門·拉德夫任命迪米塔爾·格拉夫切夫（英语：Dimitar Glavchev）為保加利亞代總理。[86]
- 熱帶氣旋加馬內吹襲馬達加斯加，截至該日造成18人死亡，數千人無家可歸。[87]

## 3月30日
- 因不法蓄財嫌疑接受檢警調查的秘魯總統蒂娜·博魯阿爾特表示不會辭職。[88]

## 3月31日
- 保加利亞與羅馬尼亞部分加入申根區，申根協定僅對空路與海路越境有效。[89]
- 土耳其舉行2024年土耳其地方選舉，共和人民黨在大城市大勝。[90]
- 俄羅斯總統普京簽署春季徵兵令，預計將擴充15萬兵力。[91]
- 以色列總理內塔尼亞胡因疝氣住院，亞里夫·萊文任代理總理。[92]
- 台北市遠東百貨寶林茶室多宗顧客食用素粿條中毒事件已造成2人死亡、5人重症。[93]